# Георгіос Катругалос
Георгіос Катругалос (27 березня 1963 , Афіни ) — грецький юрист, викладач і лівий політик. Обіймав низку посад в кабінетах міністрів Алексіс Ципрас: альтернативний міністр внутрішніх справ і адміністративної реформи (27 січня — 17 липень 2015), міністр праці і соціальної солідарності Греції (18 липня — 28 серпень 2015 і 23 вересня 2015 — 5 листопада 2016), альтернативний міністр закордонних справ (5 листопада 2016 — 15 лютий 2019) і міністр закордонних справ (15 лютого 2019 — 8 липня 2019).

## Життєпис
Був активістом молодіжного комуністичного руху. У 1985 році закінчив юридичний факультет Афінського національного університету імені Каподістрії. Потім в Університеті Париж 1 Пантеон-Сорбонна отримав магістерський диплом (DEA) з публічного права і ступінь доктора юриспруденції (1990; тема докторської дисертації — «Криза легітимності адміністрації: Випадок Греції»).
У 1987 році почав адвокатську практику в Афінах. Працював у французькому Національному центрі наукових досліджень і грецьких наукових інституціях. Викладав і проводив дослідження як запрошений доцент і професор університету Роскилле в Данії і юридичного факультету Афінського університету.
У 1994 і 1997—2002 роках працював юридичним радником грецького міністерства освіти. З 1997 року був членом Центру європейського конституційного права. З 1998 по 2011 рік він був сертифікований як посередник і арбітр грецької Організації медіації та арбітражу.
Його послугами користувався в тому числі Рада Європи; в 1998 році Катругалос взяв участь в розробці нової Конституції Албанії. У 2000—2003 роках він працював юридичним радником Постійного представництва Греції при Організації Об'єднаних Націй в зв'язку з роботою Третього комітету (з соціальних і гуманітарних питань і питань культури) Генеральної Асамблеї ООН. У 2003—2004 роках входив до групи, яка консультувала Міністерство закордонних справ Греції при підготовці Римського договору 2004 року.
У 2002 році був призначений ад'юнкт-професором державного права у Фракійському університеті імені Демокріта, де завідував Інститутом соціального управління. З 2002 по 2003 рік він був генеральним директором державної компанії з професійної підготовки співробітників грецького Міністерства праці, з 2003 року працюючи з Європейським центром з розвитку професійної освіти. Катругалос виступав міжнародним експертом в питаннях юридичних реформ і розвитку демократичних інститутів в Албанії, Північній Македонії, Узбекистані, Сирії та Вірменії. Окремо відзначає свій досвід спостереження за демократичним процесом створення Конституції Ісландії.
Катругалос написав і редагував ряд книг грецькою і англійською мовами. Вони стосуються, головним чином, держави загального добробуту, соціальних прав та соціальної політики.
З 2019 року він є заступником голови Групи Об'єднаних європейських лівих при Парламентській Асамблеї Ради Європи [Архівовано 5 лютого 2021 у Wayback Machine.] (ПАРЄ), а з 2021 року — Головою Підкомітету з питань Середньої Європи Схід та арабський світ ПАРЄ [Архівовано 12 лютого 2021 у Wayback Machine.]

## Парламентська діяльність
У 2014—2015 роках був депутатом Європейського парламенту від Греції за списками Коаліції радикальних лівих (СІРІЗА); входив в парламентську групу Європейські об'єднані ліві / Ліво-зелені Півночі. 26 січня покинув Європарламент в зв'язку з обранням у парламент Греції на виборах, які принесли переконливу перемогу СІРІЗА. З 27 січня по 17 липня 2015 року обіймав посаду альтернативного міністра у справах адміністративної реформи в кабінеті Алексіса Ціпрас. Після перестановки в уряді 18 липня 2015 року одержав новий пост міністра праці і соціальної солідарності.